# Karasztó
Karasztó románul: Cărăstău, település Romániában, Erdélyben, Hunyad megyében.

## Fekvése
Körösbányától nyugatra, a Fehér-Körös mellett fekvő település.

## Története
Karasztó, Karasztafalva egykor Zaránd vármegyéhez tartozott. Nevét 1439-ben említette először oklevél Karasztafalva néven. 1464-ben Kerezthe Janusfalwa néven írták, és ekkor a világosi várhoz tartozott.
1760–1762 között Keresztó, 1805-ben Kárásztó, 1808-ban Kárásztó, 1888-ban Karasztó (Carasteu), 1913-ban Karasztónak írták.
A trianoni békeszerződés előtt Hunyad vármegye Körösbányai járásához tartozott. 1910-ben 468 lakosából 457 román volt. Ebből 5 római katolikus, 457 görögkeleti ortodox volt.